# Бучачский мальтозный завод
Бучачский мальтозный завод — предприятие пищевой промышленности в городе Бучач Тернопольской области Украины.

## История
Развитие промышленности в Бучаче началось во второй половине XIX века и активизировалось после того, как в 1884 году через поселение была проложена линия железной дороги Станислав — Ярмолинцы. После этого здесь была построена мастерская по ремонту паровых котлов, вступила в строй паровая мельница, а ранее существовавшая небольшая винокурня была превращена в ликёро-водочный завод. Условия работы на предприятии в это время были тяжёлыми, продолжительность рабочего дня составляла 14-16 часов.
В начале XX века здесь были открыты и начали работу механические мастерские, ремонтировавшие оборудование спиртзаводов и выпускавшие детали для них.
После начала первой мировой войны город оказался в прифронтовой зоне, 15 августа 1914 года его заняли русские войска и до июля 1917 года он находился в тылу Юго-Западного фронта. В июле 1917 года город заняли австро-немецкие войска.
В ходе распада Австро-Венгрии в конце 1918 года город оказался в составе Западно-Украинской Народной Республики, а в июле 1919 года Бучач заняли польские войска. В дальнейшем, в ходе советско-польской войны 10 августа 1920 года город заняли части РККА, но 15 сентября 1920 года они отступили, и город остался в составе Тарнопольского воеводства Польши.
В дальнейшем, предприятия города возобновили работу. В 1920-е годы помимо спиртзавода здесь действовали литейный завод, два небольших кирпичных завода, три мельницы, городская электростанция и несколько мелких ремесленных мастерских, однако основой экономики являлся именно винокуренный завод.
18 сентября 1939 года Бучач заняли советские войска. В дальнейшем, промышленные предприятия города были национализированы, на них был введён 8-часовой рабочий день. В конце 1939 года Бучачский спиртовой завод возобновил работу.
В ходе Великой Отечественной войны с 7 июля 1941 до 21 июля 1944 года Бучач оккупировали немецкие войска. При отступлении гитлеровцы разрушили железнодорожную станцию, молокозавод и спиртзавод, сожгли 138 жилых домов.
28 июля 1944 года здесь начали работу райком и райисполком и началось восстановление городского хозяйства. В августе — сентябре 1944 года спиртзавод, маслозавод и электростанция были восстановлены и возобновили работу.
В соответствии с восьмым пятилетним планом развития народного хозяйства СССР в 1969—1970 гг. спиртзавод был реконструирован и преобразован в Бучачский спирто-дрожжевой комбинат. В результате проведённой механизации и автоматизации производственных процессов производство спирта было увеличено до 3 тыс. декалитров в сутки, также здесь началось производство жидких кормовых дрожжей (200 тонн в сутки).
После начала в мае 1985 года антиалкогольной кампании в СССР объёмы производства и реализации спиртного были уменьшены, часть производственных мощностей была перепрофилирована на производство безалкогольных напитков. В результате на предприятии было освоено производство концентрированных соков и мальтозы, и оно получило новое название — Бучачский мальтозный завод.
В целом, в советское время комбинат входил в число крупнейших предприятий города.
После провозглашения независимости Украины ограничения на производство спирта были отменены, завод перешёл в ведение государственного комитета пищевой промышленности Украины.
В марте 1995 года Верховная Рада Украины внесла завод в перечень предприятий, приватизация которых запрещена в связи с их общегосударственным значением.
После создания в июне 1996 года государственного концерна спиртовой и ликёро-водочной промышленности «Укрспирт», завод был передан в ведение концерна «Укрспирт».
В декабре 2006 года хозяйственный суд Тернопольской области возбудил дело о банкротстве завода.

## Деятельность
Предприятие производит спирт-ректификат и может производить сок и спиртные напитки.
27 сентября 2021 г. предприятие было выставлено на продажу за 34700000. грн. А уже 18 октября его было приватизировано за 40800000. грн. То есть цена выросла на 18 %. Приняли участие в онлайн-аукционе 2 компании. Одним из условий приватизации — это сохранение заводом производства ради которого его и создавали в течение 4 лет.